# Лебедева, Софья Сергеевна (искусствовед)
Софья Сергеевна Лебедева (1928, Ленинград — 1962, Саранск) — первый директор Мордовского республиканского музея изобразительных искусств имени С. Д. Эрьзи.

## Биография
Родилась в 1928 году в Ленинграде. Подростком пережила блокаду, что в дальнейшем сильно ухудшило её здоровье. После смерти родителей была вывезена из блокадного Ленинграда по Дороге жизни в эвакуацию.
Софья болела гипертонией и врачи рекомендовали ей переезд в более подходящий климат. Будучи выпускницей Ленинградской Академии художеств, Лебедева выбрала Саранск, где как раз создавался музей скульптора Эрьзи. В городе ей была обещана квартира как молодому специалисту.

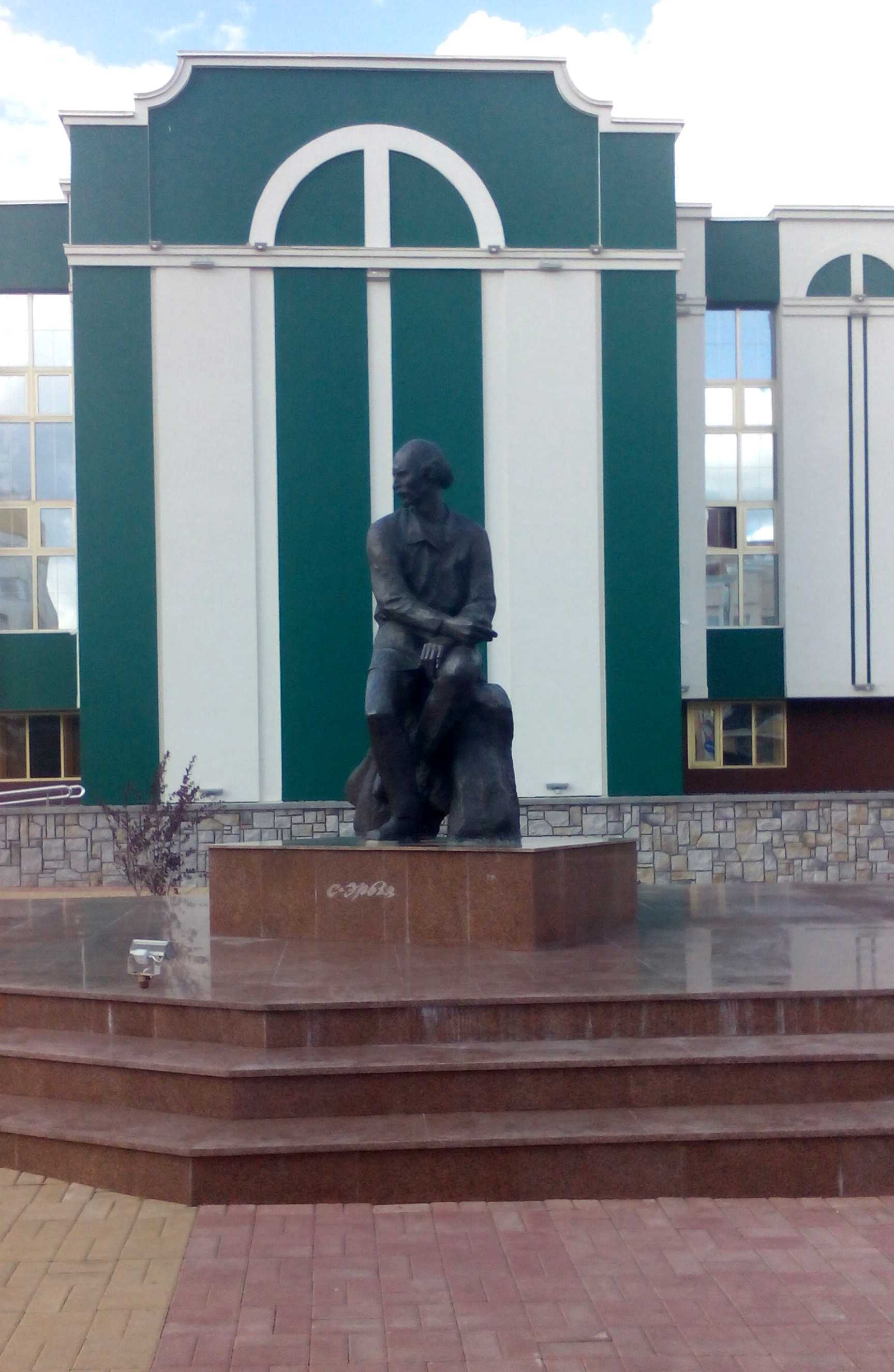
Памятник Степану Эрьзе

Датой основания музея считается 26 июня 1958 года, а датой открытия — 10 января 1960 года. Первоначально он позиционировался как Мордовская республиканская картинная галерея имени Ф. В. Сычкова.
В 1962 году Лебедева была уволена из музея за перерасход средств, на её место был назначен новый директор — В. В. Еделькин.

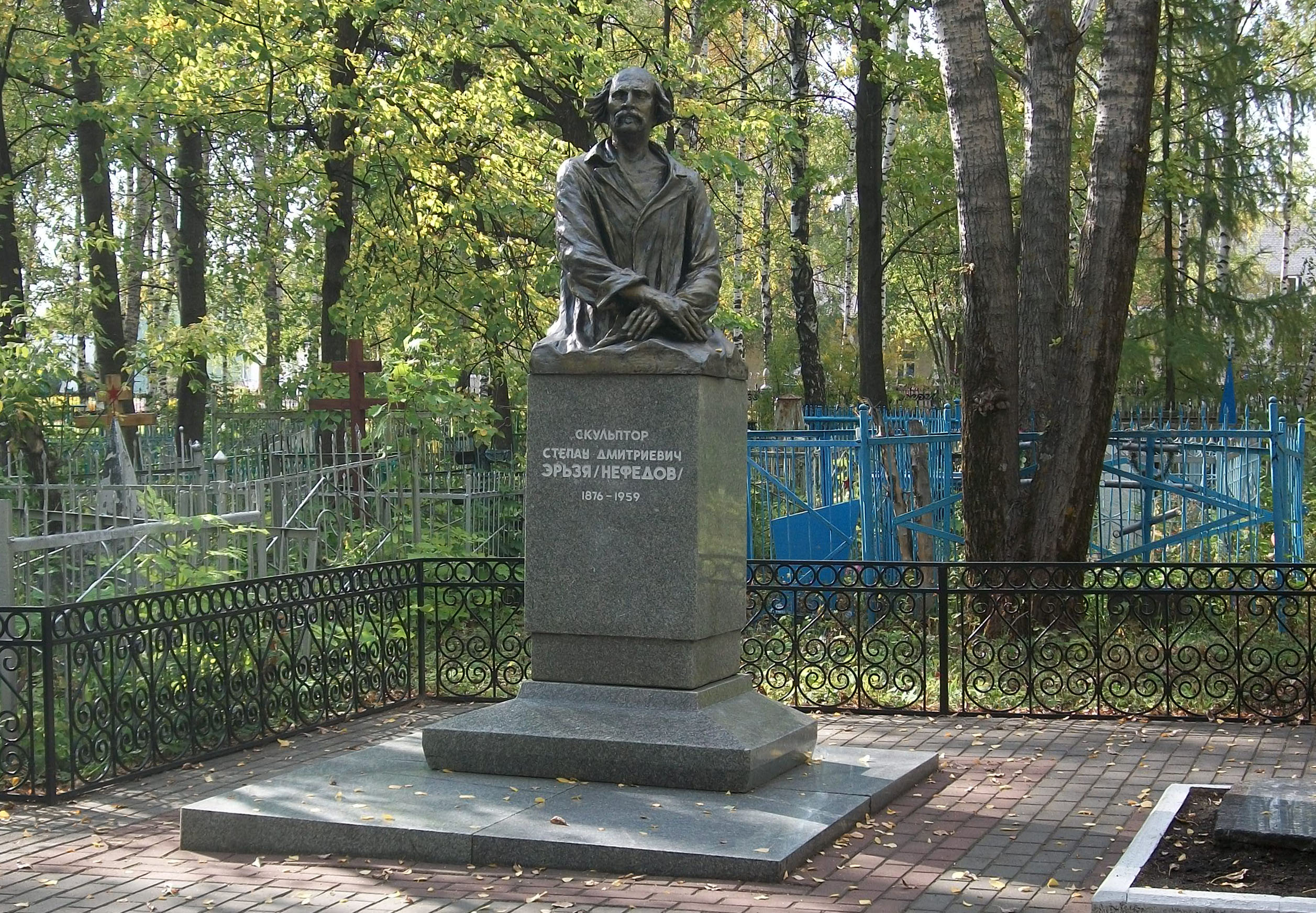
Могила Эрьзи

В октябре 1962 года Лебедева была доставлена в больницу, где был диагностирован гипертонический криз. Был воскресный день, выбор лечения осложнялся беременностью. Состояние ухудшалось, врачи не могли выбрать оптимальное решение. Лебедева умерла в возрасте 34 лет.
Похоронена на Первом мемориальном кладбище Саранска, наискосок от могилы скульптора Эрьзи.

## Память
Лебедевой посвящена биографическая статья в альманахе «Феникс» за 2009, автор Валериана Борисовна Смирнова, краевед, лектор.
Имя Лебедевой часто упоминается на Эрьзинских чтениях, проходящих в Саранске.
Существует портрет Лебедевой кисти художника Марата Семеновича Шанина.

## Работы
Вступительная статья каталога выставки художников, посвященной XXII съезду КПСС, открывшейся 15 октября 1961 года в Саранске в фойе Дома Советов.